# Paraskevi Papachristou
Paraskevi "Voula" Papachristou (grekiska: Παρασκευή Παπαχρήστου), född den 17 april 1989, är en grekisk trestegshoppare.
Hon vann två guldmedaljer i EM i friidrott 2011. Hon skulle ha tävlat i OS i London 2012 men blev avstängd efter att ha postat ett skämt om afrikaner på Twitter. Hon tog bronsmedaljen vid VM-inomhusmästerskapen 2016.